# Chlorodrepana angustimargo
Chlorodrepana angustimargo es una especie de polilla de la familia Geometridae. La especie fue descrita por primera vez por William Warren habiendo sido descrita en 1901, con distribución en el Sierra Leona. Las alas tienen los bordes distales mucho menos de la mitad de anchos en comparación con C. rothi.